# Martin Luther Kingweg (Suriname)
De Martin Luther Kingweg, ook wel (Paranam) Highway genoemd, is de weg van de Van Het Hogerhuysstraat in Paramaribo naar Paranam. Daar gaat de weg verder als Avobakaweg. De weg werd vernoemd naar de Amerikaanse burgerrechtenactivist en dominee Martin Luther King (1929-1968).
De weg werd tussen 2018 en 2021 gerenoveerd en verbreed om de verbinding met het Johan Adolf Pengel International Airport te verbeteren. In hetzelfde kader kwam in 2020 de Bouterse Highway gereed vanaf de Avobakaweg.
De weg ligt in het verlengde van de Van Het Hogerhuysstraat in Paramaribo. Langs beide wegen bevindt zich een fietspad. De weg begint bij de brug over de Saramaccadoorsteek. Na de eerste kruising, met de Industrieweg Zuid, is er een overgang naar een 4-baansweg tot net na de Aikantiweg. In Paramaribo is de weg de grens tussen Livorno met daarnaast Latour en Pontbuiten. In Wanica loopt de weg langs Tout Lui Faut en Domburg en in Para langs Kraka en Smalkalden. De weg eindigt bij de brug over de Paradoorsnede net voor Paranam. 
Via de Mahadjan Ram Adhinweg is er aansluiting met de Winston Churchillweg die langs de Surinamerivier loopt en in de badplaats Domburg uitkomt. Bij Smalkalden staat het Clarence Seedorf Stadion langs de weg.